# 宇和川惠美
宇和川惠美（日语：／ Uwagawa Emi，12月30日—），日本女性配音員、旁白。出身於兵庫縣神戶市。青二Production所屬。身高160cm。B型血。

## 簡歷
宇和川惠美畢業於大阪教育大學、青二塾大阪校第9期。

## 人物
資格、執照：小學1級教師執照、英檢2級、珠算2級、心算3級。
興趣：樂團活動、義工活動（兒童養護設施）、烏克麗麗。特長：模仿動物叫聲。
方言：關西方言。
與同一經紀公司的服卷浩司、前田愛是好友。與前田愛一樣，她也是兵庫縣出身。
與漫畫家葉月京有著親密的友誼，並於2008年組成了。

## 演出
粗體字表示主要角色。

### 電視動畫
1993年
- 蠟筆小新（1993年—2008年，北大宮、售貨員、店員、音樂劇女演員、ZiDAX的櫃台小姐 等）

1995年
- 美少女戰士系列（1995年—1996年，幼童、少女、小孩、廣播、機內廣播、怪胎、侍女、米勒瓦萊德里、水野亞美的朋友、鬱金香、機場廣播、秘書、內部廣播、女學生、內部商店的女兒、護士、姐姐、親衛隊、空服員、廣播、女孩子、記者）2系列[系列 1]
- 灌籃高手（女學生）

1996年
- 靈異教師神眉 (1996年版)（1996年—1997年，菊池靜、迷你幽靈、女子、女孩子、店員、保健室老師、小孩、校內廣播、女學生、女性、女店員、護士、栗田誠的媽媽、和美、OL）
- 鬼太郎 (第4作)（1996年—1998年，小孩C、女性A、剛助、太太、女學生A、小豆婆）
- 近所物語（工作人員）

1997年
- 甜心戰士F（弓月冴子、虎頭爪、狼蛛豹、波奇、廣播 等）

1998年
- 新怪博士與機器娃娃（1997年—1999年，五郎美、母親、年輕女性、護士、康康頭盔、女教師A、繼母）
- 金田一少年之事件簿（1998年—1999年，北條安妮、赤峰藤子、蓮沼綾花）
- 甜蜜小天使 (1998年版)（青蛙）
- 星方武俠Outlaw Star（日语：星方武侠アウトロースター）（店員）[注 1]
- 青澀寶貝（法子）
- 遊☆戲☆王（狐藏乃親衛隊、影山三姊妹B、女性廣播）
- 守護月天！（池田老師、七梨那奈）

1999年
- ONE PIECE（1999年—2001年，莉佳[6]）

2000年
- 週刊故事樂園（日语：週刊ストーリーランド）（2000年—2001年，女高中生A、女服務生、顧客1、女）
- 野野子（日语：ののちゃん）（山田佐知子）

2001年
- 永恆傳奇 THE ANIMATION（米莉）
- 地球少女Arjuna（白河公俊）
- 哈雷小子（艾蒂）

2002年
- 我們這一家（2002年—2003年，廣播、店員、店員A、女性A、女大學生B、店員A、顧客1）

2003年
- 你所期望的永遠（2003年—2004年，美紀）

2005年
- 魔法老師！（初等部老師）

2008年
- 旁邊的兒童 我的火腿組（日语：はたらキッズ マイハム組）（主婦火腿）

2009年
- 閃亮雙胞胎（女高中生）

2016年
- 名偵探柯南（恩田和泉）

2017年
- ONE PIECE 東海特別篇 ～魯夫與四名伙伴的大冒險～（莉佳）

### 電影動畫
1995年
- 灌籃高手：咆哮籃球員靈魂！花道和流川的灼熱夏季（日语：スラムダンク 吠えろバスケットマン魂!! 花道と流川の熱き夏）（女學生）
- Special Present 亞美的初戀 美少女戰士SuperS 外傳（女孩子）
- 美少女戰士SuperS：夢想黑洞的奇蹟（邦邦嬰兒）

1996年
- (超) 劇場版！靈異教師神眉（記者）

1997年
- 劇場版 甜心戰士F（螳螂夫人）
- 靈異教師神眉：午夜0點，神眉必死！（菊池靜）
- 靈異教師神眉：恐怖的暑假!! 妖海傳說！（菊池靜）
- 地球變動之日（日语：地球が動いた日）（年輕媽媽）

2001年
- 蠟筆小新：風起雲湧 猛烈！大人帝國的反擊（受理人員）

2004年
- Pa-Pa-Pa The★Movie 小超人帕門：章魚DE砰，八條腿砰！（女A）

### OVA
- 銀河少女警察 The Animation（1999年，接線員A、記者）
- 傳心 守護月天！（2000年，七梨那奈）
- 哈雷小子DELUXE（2002年，艾蒂）
- 水色（日语：みずいろ）（2002年，日和的母親）

### 遊戲
1997年
- 戀愛物語（日语：エーベルージュ）（莫里茨·科爾馬）
- 三國無雙（孫尚香）
- 夢幻模擬戰I&II（蕾蒂西亞）

1999年
- 宇宙機動Vanark（法爾）
- 蓋特機器人大決戰！（日语：ゲッターロボ大決戦!）（溪）
- 一起打高爾夫（日语：ゴルフしようよ）（珍娜·雪莉）

2000年
- 真·三國無雙（孫尚香）
- Gale Gunner（廣播）

2001年
- 決戰II（東旋風、曹操的母親）
- 真·三國無雙2（2001年—2002年，孫尚香）2作品[系列 2]
- 松本零士999 ～Story of Galaxy Express 999～（日语：松本零士999 〜Story of Galaxy Express 999〜）（未來）
- 全民高爾夫3（由依）

2002年
- 兔 -野性鬥牌-（日语：兎-野性の闘牌-#ゲーム）（山口愛、久坂明）
- Only you -熱鬥學園-（望美）
- 機動新撰組 萌之劍（紗姬、基斯流）
- 混沌世代NEXT（日语：ジェネレーションオブカオス）（2002年—2004年，鈴魚姬）4作品[系列 3]
- 異域傳說 首部曲 權力意志（逸見美雪）
- 命運傳奇2（亞托懷特·艾克斯）
- 戰鬥封神（日语：バトル封神）（青龍）
- （拓也）
- （螢、潔西卡）
- 魔女茶會（日语：魔女のお茶会）（波妮卡、波奇、提姆）
- Reveal Fantasia ～瑪莉艾露路與妖精物語～（日语：リーヴェルファンタジア〜マリエルと妖精物語〜）（夏蓉）

2003年
- 真·三國無雙3（2003年—2004年，孫尚香）3作品[系列 4]

2004年
- 可樂米物語（奶油）
- 蠟筆小新：呼風喚雨的電影樂園大冒險！（日语：クレヨンしんちゃん 嵐を呼ぶ シネマランドの大冒険!）
- 異域傳說 二部曲 善惡的彼岸（逸見美雪）
- 異域傳說 Freaks（日语：ゼノサーガ フリークス）（逸見美雪）
- 全民高爾夫 攜帶版（2004年—2007年，喵）2作品[系列 5]

2005年
- 真·三國無雙4（2005年—2006年，孫尚香）3作品[系列 6]

2006年
- 異域傳說 I & II（日语：ゼノサーガI・II）（逸見美雪）
- 異域傳說 三部曲［查拉圖斯特拉如是說］（日语：ゼノサーガ エピソードII［善悪の彼岸］）（逸見美雪）
- 命運傳奇（亞托懷特、米莉）[注 2]
- 摔角天使 生存者（日语：レッスルエンジェルス）（村上千春、村上千秋）

2007年
- 真·三國無雙5（2007年—2009年，孫尚香）2作品[系列 7]
- 無雙OROCHI（2007年—2009年，孫尚香）3作品[系列 8]

2008年
- School Days L×H（伊藤止）
- 命運傳奇 導演剪輯版（亞托懷特）
- 摔角天使 生存者2（日语：レッスルエンジェルス）（村上千春、村上千秋）

2010年
- 真·三國無雙 連袂出擊2（孫尚香）

2011年
- 真·三國無雙6（2011年—2012年，孫尚香）4作品[系列 9]
- 無雙OROCHI 2（2011年—2013年，孫尚香）4作品[系列 10]

2012年
- 真·三國無雙 VS（孫尚香）

2013年
- 真·三國無雙7（2013年—2014年，孫尚香[7][8]）3作品[系列 11]

2015年
- 動物朋友（灣鱷、黑尾土撥鼠[9]、Kururu）

2018年
- 真·三國無雙8（2018年—2021年，孫尚香[10]）2作品[系列 12]
- 無雙OROCHI 3（孫尚香）

2019年
- 鏡光傳奇（日语：テイルズ オブ ザ レイズ）（亞托懷特·艾克斯）

2025年
- 真·三國無雙 起源（孫尚香[11]）

### 廣播劇CD
1995年
- 為婚紗襯上深紅薔薇（加納涼子）

1996年
- 靈異獵人（長谷川花子）
- 露娜 銀河之星物語 露娜狂歡節 Vol.2（赤龍）

1998年
- 命運傳奇（亞托懷特）

2000年
- 破妖之劍（日语：破妖の剣）（佳瑠）

2003年
- 守護月天！再逢（七梨那奈）

2007年
- School Days 廣播劇CD Vol.1「秘·密·的花園」（伊藤止）

2009年
- 孤獨的美食家 廣播劇CD

### 外語配音

#### 電影
- 愛在分別時（英语：Bye Bye Love (film)）（米歇爾、琳賽）※VHS版。

#### 電視影集
- ONE PIECE（2023年，莉佳）
- 金剛戰士Turbo（英语：Power Rangers Turbo）（埃爾坦）

### 數位漫畫
- Bee漫畫 麻辣教師GTO（2012年，森高尚子）

### 旁白
- 突如其來！黃金傳說。—朝日電視台系列
- 搞笑登龍門（日语：登龍門F）—富士電視台系列
- 搞笑輸入！月刊吉本新喜劇—朝日放送
- —朝日電視台系列
- 老師沒教的事（日语：ためしてガッテン）—NHK綜合
- TBS頻道（タータン）—TBS系列
- —朝日電視台系列
- —關西電視台
- 夢之船未來丸—東京電視台系列
- —富士電視台系列
- 改變世界的電視（聲音演出）—日本電視台系列
- 新聞女子（日语：ニュース女子）—DHC Television（日语：DHC Television）製作

### 廣播節目
※記號表示網路廣播。
- 角川動畫熱線（日语：ファンタジーワールド）（TBS電台）—節目助理
- （2002年，大阪電台、文化放送）—飾
- （2003年，大阪電台、TBS電台）—飾
- （2004年—2008年）※

### 電視節目
- 聲♥遊俱樂部（日语：声・遊倶楽部）（1995年—1996年，東京電視台）

### 人偶劇
- 兒童人偶劇場（日语：こどもにんぎょう劇場） （小孩）

### 特攝影集
- 未來戰隊時間連者（2000年，狙擊手玲芳的聲音）

### 廣告
- HONDA Insight（SNOOPY）—電視廣告

### 其它
- 0verflow 吉祥物少女（マヨちゃん）

## 音樂作品

### 角色歌曲
| 發行日期 | 商品名稱 | 歌                                                         | 樂曲   | 備註               |
| 2003年   | 2003年   | 2003年                                                     | 2003年 | 2003年             |
| -------- | -------- | ---------------------------------------------------------- | ------ | ------------------ |
| 7月23日  |          | 吉住麻由夏（大野麻里奈）、吉住冬乃（靜木亞美）、宇和川惠美 | 「」   | PC遊戲《》形象歌曲 |

## 腳註

## 外部連結
- （日語）—宇和川惠美的官方個人網站。
- 宇和川惠美｜青二Production （日語）
- （日語）—（舊）宇和川惠美的官方個人網站。
- 宇和川惠美的X（前Twitter） （日語）